# Pseudoceles oedipodioides
Pseudoceles oedipodioides is een rechtvleugelig insect uit de familie veldsprinkhanen (Acrididae). De wetenschappelijke naam van deze soort is voor het eerst geldig gepubliceerd in 1899 door Ignacio Bolívar.